# Jean Philippe
Jean Philippe é um cantor francês que representou a França no Festival Eurovisão da Canção 1959 com a canção "Oui, oui, oui, oui" que terminou em 3.º lugar, depois voltou a participar no Festival Eurovisão da Canção 1962, com a canção "Le retour, desta feita representando a Suíça, terminando em 10.º lugar. 